# Омелькове (Роменський район)
Оме́лькове —  село в Україні, у Роменському районі Сумської області. Населення становить 55 осіб. Входить до складу Недригайлівської селищної громади. До 2016 року орган місцевого самоврядування — Хоружівська сільська рада.

## Географія
Село Омелькове знаходиться за 2 км від правого берега річки Біж. На відстані 1 км розташоване село Біж. По селу протікає пересихаючий струмок з загатою.

## Історія
12 червня 2020 року, відповідно до розпорядження Кабінету Міністрів України № 723-р «Про визначення адміністративних центрів та затвердження територій територіальних громад Сумської області», село увійшло до складу Недригайлівської селищної громади.
19 липня 2020 року, в результаті адміністративно-територіальної реформи та ліквідації Недригайлівського району, село увійшло до складу новоутвореного  Роменського району.

## Населення

### Мова
Розподіл населення за рідною мовою за даними перепису 2001 року:
| Мова            | Кількість | Відсоток |
| --------------- | --------- | -------- |
| українська      | 54        | 98.18%   |
| румунська       | 1         | 1.82%    |
| інші/не вказали | 1         | 0.16%    |
| Усього          | 55        | 100%     |